# Seraphine (entreprise)
Pour les articles homonymes, voir Séraphine.
Seraphine est une marque britannique de vêtements de grossesse, fondée à Londres en 2002 par Cécile Reinaud.
L'entreprise connaît une importante croissance à partir de 2013, lorsque la duchesse de Cambridge, Kate Middleton, apparaît à plusieurs reprises portant des vêtements de la marque.
En 2020, Seraphine réalise un chiffre d'affaires de 28 millions de livres sterling.

## Historique
Seraphine est fondée en 2002 par Cécile Reinaud, une Française installé à Londres, jusqu'alors directrice clientèle dans une agence de publicité. Passionnée de mode, elle se lance dans la création de vêtements pour femmes enceintes — un secteur encore de « niche sans trop de compétition » — après avoir constaté sur ce marché une inadéquation entre l'offre et les attentes des femmes.
La marque ouvre son premier magasin en 2002 à Kensington, dans le centre de Londres. Par la suite, trois autres boutiques voient le jour dans la capitale britannique.
En 2012, la marque étend sa gamme de produits en lançant une collection « luxe ». 
Seraphine acquiert une importante notoriété en 2013 lorsque la duchesse de Cambridge, Kate Middleton, enceinte de son premier enfant, fait plusieurs apparitions publiques vêtue de robes de la marque. Elle porte notamment une robe Seraphine sur la photo officielle publiée après la naissance du prince George ; le modèle en question se retrouve en rupture de stock deux heures après la publication du cliché.
À partir de 2014, forte de ce soudain succès, Seraphine amorce son développement international en ouvrant un magasin à New York. Suivent des ouvertures à Paris, Dubaï, Hong Kong et New Delhi,.
En 2017, le fonds d'investissement Bridgepoint Capital (en) acquiert 68 % des parts de Seraphine dans une opération qui valorise l'entreprise à 22 millions de livres.
Lors de l'exercice fiscal 2018, l'entreprise réalise un chiffre d'affaires de 26 millions d'euros, dont 60 % au travers de son site Internet.
En septembre 2019, David Williams, ancien cadre dirigeant chez ASOS, succède à Cécile Reinaud à la direction générale de l'entreprise.
En décembre 2020, Seraphine est cédée par Cécile Reinaud et Bridgepoint Capital à Mayfair Equity pour 50 millions de livres sterling ; l'équipe dirigeante de Seraphine récupère également une partie des actions. À cette occasion, l'entreprise annonce un chiffre d'affaires de 28,1 millions de livres (dont près de 90 % réalisé en ligne) pour l'année 2020,.

## Récompenses
- 2014 : Best Multi-Channel Retailer Award par Drapers (en)[14].
- 2015 : Queen's Award for Entreprise (catégorie « commerce international »), remis par la reine Élisabeth II au palais de Buckingham[15]. L'entreprise connaît l'année précédente une croissance de 35 %[16].
- 2020 : Queen's Award for Entreprise (catégorie « commerce international »)[17].